# 第一屆國民大會江西省代表
第一屆國民大會代表，於1947年11月21日至11月23日，全國同時舉行第一屆國民大會代表選舉。應選3045席實選2961席，隨中華民國政府遷台者一直沒有進行改選，許多代表一直當到過世，未過世者則一直擔任至1991年底方才全面退休。

## 江西省
江西省1市81縣，所屬82縣市縣應選國大代表82名。國民黨籍66人，青年黨籍10人，民社黨籍6人。廬山管理局轄區與星子縣合併選舉。

### 直屬省政府（1市）
| 選區   | 名額 | 當選名單 | 候補名單 | 遞補人及遞補時間 | 備註 |
| ------ | ---- | -------- | -------- | ---------------- | ---- |
| 南昌市 | 1    | 李士襄   |          |                  |      |

### 第一行政督察區（7縣）
| 選區   | 名額 | 當選名單 | 候補名單       | 遞補人及遞補時間         | 備註 |
| ------ | ---- | -------- | -------------- | ------------------------ | ---- |
| 豐城縣 | 1    | 熊恢     |                |                          |      |
| 新建縣 | 1    | 裘德燾   | 余樂山         | 余樂山                   |      |
| 南昌縣 | 1    | 胡致     | 伍毓瑞、章益修 | 章益修(民國54年10月27日) |      |
| 進賢縣 | 1    | 吳景新   |                |                          |      |
| 高安縣 | 1    | 陳穎昆   |                |                          |      |
| 清江縣 | 1    | 胡素     |                |                          |      |
| 新淦縣 | 1    | 劉家樹   |                |                          |      |

### 第二行政督察區（9縣）
| 選區   | 名額 | 當選名單     | 候補名單       | 遞補人及遞補時間        | 備註                               |
| ------ | ---- | ------------ | -------------- | ----------------------- | ---------------------------------- |
| 宜春縣 | 1    | 楊翹新(退讓) | 黃光輝、易大德 | 黃光輝Δ(青年黨) 易大德  |                                    |
| 萍鄉縣 | 1    | 蔡孟堅       |                |                         |                                    |
| 萬載縣 | 1    | 辛毓奇       | 喻耀離         | 喻耀離                  |                                    |
| 銅鼓縣 | 1    | 王震         |                |                         |                                    |
| 修水縣 | 1    | 匡正宇       | 鄧策勳         | 鄧策勳(民國77年3月11日) |                                    |
| 宜豐縣 | 1    | 劉師湯       |                |                         | 《第一屆國民大會專輯》誤刊作劉世湯 |
| 上高縣 | 1    | 晏尚志       |                |                         |                                    |
| 新喻縣 | 1    | 劉文淵(退讓) | 錢品松         | 錢品松Δ                 |                                    |
| 分宜縣 | 1    | 張占鼇(退讓) | 張國興         | 張國興Δ(青年黨)         |                                    |

### 第三行政督察區（11縣）
| 選區   | 名額 | 當選名單 | 候補名單 | 遞補人及遞補時間        | 備註 |
| ------ | ---- | -------- | -------- | ----------------------- | ---- |
| 吉安縣 | 1    | 劉峙     | 唐三山   | 唐三山(民國60年6月26日) |      |
| 泰和縣 | 1    | 郭庸中   |          |                         |      |
| 萬安縣 | 1    | 劉曉風   |          |                         |      |
| 遂川縣 | 1    | 陳劍翛   | 張良莘   | 張良莘                  |      |
| 寧岡縣 | 1    | 楊祖詒   |          |                         |      |
| 蓮花縣 | 1    | 劉行謙   | 嚴奉琦   | 嚴奉琦                  |      |
| 永新縣 | 1    | 譚之瀾   |          |                         |      |
| 安福縣 | 1    | 周利生   |          |                         |      |
| 峽江縣 | 1    | 陳培禮   |          |                         |      |
| 永豐縣 | 1    | 孫思努   |          |                         |      |
| 吉水縣 | 1    | 歐陽武   |          |                         |      |

### 第四行政督察區（11縣）
| 選區   | 名額 | 當選名單     | 候補名單       | 遞補人及遞補時間 | 備註                                                |
| ------ | ---- | ------------ | -------------- | ---------------- | --------------------------------------------------- |
| 贛縣   | 1    | 方天(退讓)   | 劉壽元         | 劉壽元Δ(民社黨)  |                                                     |
| 南康縣 | 1    | 薛秋泉       |                |                  |                                                     |
| 上猶縣 | 1    | 田克明       |                |                  |                                                     |
| 崇義縣 | 1    | 吳益祥       | 蕭子明         | 蕭子明           |                                                     |
| 大庾縣 | 1    | 沈發藻       |                |                  |                                                     |
| 信豐縣 | 1    | 邱道東       | 王廷驥、曾憲鎔 | 王廷驥 曾憲鎔    | 邱道東於民國37年4月病逝，王廷驥曾報到出席第一次會議 |
| 虔南縣 | 1    | 黃勛卿       |                |                  |                                                     |
| 龍南縣 | 1    | 廖國仁       | 劉仲荻         |                  |                                                     |
| 定南縣 | 1    | 李竺舟(退讓) | 黃冠三         | 黃冠三Δ(民社黨)  |                                                     |
| 尋鄔縣 | 1    | 謝傑         |                |                  |                                                     |
| 安遠縣 | 1    | 賴豐光       |                |                  |                                                     |

### 第五行政督察區（7縣）
| 選區   | 名額 | 當選名單     | 候補名單       | 遞補人及遞補時間                               | 備註                               |
| ------ | ---- | ------------ | -------------- | ---------------------------------------------- | ---------------------------------- |
| 浮梁縣 | 1    | 余樹芬       | 程克祥         | 程克祥(民國59年12月28日)                       | 《第一屆國民大會專輯》誤刊作余樹芳 |
| 彭澤縣 | 1    | 汪國垣       |                |                                                |                                    |
| 湖口縣 | 1    | 施作霖       | 陳鑑陽、曹文超 | 陳鑑陽(民國42年8月1日) 曹文超(民國46年6月15日) |                                    |
| 都昌縣 | 1    | 劉士毅       | 周祥           | 周祥(民國71年12月11日)                         |                                    |
| 鄱陽縣 | 1    | 胡競先(退讓) | 胡浦清         | 胡浦清Δ(民社黨)                                |                                    |
| 樂平縣 | 1    | 戴良模       |                |                                                |                                    |
| 德興縣 | 1    | 齊振興       | 練訓           | 練訓(民國66年2月16日)                          |                                    |

### 第六行政督察區（10縣）
| 選區   | 名額 | 當選名單     | 候補名單 | 遞補人及遞補時間        | 備註                           |
| ------ | ---- | ------------ | -------- | ----------------------- | ------------------------------ |
| 上饒縣 | 1    | 林一民       |          |                         |                                |
| 橫峰縣 | 1    | 李杏         |          |                         |                                |
| 戈陽縣 | 1    | 葉時修(退讓) | 方錦     | 方錦Δ(民社黨)           |                                |
| 萬年縣 | 1    | 聶兆學       |          |                         |                                |
| 餘干縣 | 1    | 徐慧中       |          |                         |                                |
| 餘江縣 | 1    | 王以斅       |          |                         |                                |
| 貴溪縣 | 1    | 桂崇基       |          |                         |                                |
| 鉛山縣 | 1    | 江宗海       | 袁日省   | 袁日省(民國41年9月12日) |                                |
| 廣豐縣 | 1    | 黃令通       |          |                         |                                |
| 玉山縣 | 1    | 章駿錡(退讓) | 歐陽謙   | 歐陽謙Δ(民社黨)         | 章駿錡到台灣後於教育會中區遞補 |

### 第七行政督察區（10縣）
| 選區   | 名額 | 當選名單     | 候補名單 | 遞補人及遞補時間 | 備註                 |
| ------ | ---- | ------------ | -------- | ---------------- | -------------------- |
| 南城縣 | 1    | 鄧國桁       | 鄢克昌   | 鄢克昌           |                      |
| 金谿縣 | 1    | 龔學遂       |          |                  |                      |
| 東鄉縣 | 1    | 徐兼善       |          |                  |                      |
| 臨川縣 | 1    | 周兆臨       | 李德廉   | 李德廉           |                      |
| 崇仁縣 | 1    | 李思愬(退讓) | 傅宜之   | 傅宜之Δ(青年黨)  | 李思愬去台後又再遞補 |
| 樂安縣 | 1    | 詹絜悟       |          |                  |                      |
| 宜黃縣 | 1    | 鄧警銘       |          |                  |                      |
| 南豐縣 | 1    | 劉韶仲       | 劉照暉   | 劉照暉           | 劉照暉或作劉照輝     |
| 黎川縣 | 1    | 陳本瑞       | 饒子桓   | 饒子桓           |                      |
| 資溪縣 | 1    | 邱旭升       | 黃紉芳   | 黃紉芳           |                      |

### 第八行政督察區（7縣）
| 選區   | 名額 | 當選名單     | 候補名單           | 遞補人及遞補時間                        | 備註                             |
| ------ | ---- | ------------ | ------------------ | --------------------------------------- | -------------------------------- |
| 寧都縣 | 1    | 郭耀南(退讓) | 蕭謙、邱桓、張四維 | 邱桓Δ(青年黨) 蕭謙(民國71年3月24日)     | 《第一屆國民大會專輯》誤刊作邱植 |
| 興國縣 | 1    | 胡信         |                    |                                         |                                  |
| 雩都縣 | 1    | 郭子蘭       | 丁心普             | 丁心普                                  |                                  |
| 會昌縣 | 1    | 歐陽縉       |                    |                                         |                                  |
| 瑞金縣 | 1    | 周邦道       | 劉建章、鍾同禮     | 劉建章Δ(青年黨) 鍾同禮(民國72年11月2日) |                                  |
| 石城縣 | 1    | 陳國屏       |                    |                                         |                                  |
| 廣昌縣 | 1    | 饒世澄       |                    |                                         |                                  |

### 第九行政督察區（9縣）
| 選區   | 名額 | 當選名單     | 候補名單     | 遞補人及遞補時間                 | 備註 |
| ------ | ---- | ------------ | ------------ | -------------------------------- | ---- |
| 武寧縣 | 1    | 柯建安       |              |                                  |      |
| 靖安縣 | 1    | 胡靖安       |              |                                  |      |
| 奉新縣 | 1    | 熊公哲       |              |                                  |      |
| 安義縣 | 1    | 熊濱         | 凌承緒       |                                  |      |
| 永修縣 | 1    | 吳廷桂       | 淦克超       | 淦克超                           |      |
| 星子縣 | 1    | 鄒仰賢       | 熊文銘       | 熊文銘                           |      |
| 九江縣 | 1    | 陳維德(退讓) | 萬芳、馮放民 | 萬芳Δ() 馮放民(民國42年11月17日) |      |
| 瑞昌縣 | 1    | 胡協虞       |              |                                  |      |
| 德安縣 | 1    | 鄭修元       |              |                                  |      |